# Anton Kathrein senior
Anton Kathrein sen.  (* 22. April 1888 in Kiefersfelden-Mühlbach; † 13. Juni 1972 in Rosenheim) war ein deutscher Unternehmer auf dem Gebiet der Antennentechnik.

## Anfänge
Kathreins Vater war Wagenwärter der Eisenbahn. Nach der Volksschule und Lehre zum Elektrotechniker verbrachte Anton Kathrein Wanderjahre im In- und Ausland. Er arbeitete bei verschiedenen Elektrizitäts- und Überlandwerken, unter anderem als Obermonteur. Bei der Oberbayerischen Überlandzentrale, Zweigstelle Rosenheim wurde er Betriebsinspektor im Hochspannungsbau und beschäftigte sich eingehend mit den Blitzgefahren für Überlandleitungen. Hier entwickelte er den  Masttrennschalter mit eingebauter Sicherung (mit Überspannungsableiter), der Niederspannungsnetze vor Ausfällen durch Blitzschlag schützt, und mit dem er sich 1919 in Rosenheim selbständig machte.
Während er anfangs in einer Kellerwerkstatt fertigte, konnte er dank der Nachfrage nach seinem Blitzschutzapparat bald eine kleine Fabrik aufbauen. Er meldete weitere Patente im Blitzschutz an und baute sein Werk, die späteren Kathrein-Werke KG, aus. Bei Einführung des Rundfunks im Jahr 1924 erkannte er auch hier Anwendungsbereiche für einen Blitzschutz und verlegte später seinen Schwerpunkt auf Antennen und Antennen-Zubehör. Aufgrund seiner in den USA gesammelten Erfahrungen errichtete er ein Bakelit-Presswerk, was ihm ermöglichte, Porzellan-Isolatoren zu ersetzen.

## Rüstungsbetrieb und NS-Bezug
Im Sommer 1941 beantragte Kathrein beim NS-Bund Deutscher Technik die Zuerkennung der Berufsbezeichnung „Ingenieur“. Zum  25-jährigen Betriebsjubiläum wurde ihm der „Ingenieur“ ehrenhalber verliehen. In den Kriegszeiten war die Firma Kathrein durch eine Anweisung der Rüstungsinspektion des Wehrkreises VII als Fertigungsbetrieb der Luftwaffe zu betrachten. Anlässlich ihrer fünften Bewerbung beim Leistungskampf der deutschen Betriebe 1942/43 verwies die Firma darauf, als Hersteller und Unterlieferant von Präzisionsteilen die höchste Dringlichkeitsstufe erhalten zu haben. Der Firma waren im April 1942, möglicherweise auch deshalb, 41 Frauen aus der Ukraine als Zwangsarbeiterinnen zugewiesen worden. Sie mussten zum Teil 72 Stunden wöchentlich (ohne Lohn) arbeiten und wurden bei Minderleistung von Kathrein in den Keller gesperrt. Kathrein war zum 1. Mai 1933 der NSDAP beigetreten (Mitgliedsnummer 1.724.236) sowie förderndes Mitglied der SS und wurde von der NSDAP in den Gemeinderat Rosenheim berufen.

## Nachkriegszeit
Nach dem Wiederaufbau nahm Kathrein 1950 bis 1955 ein umfassendes Antennenprogramm auf und stellte als erste Firma in Deutschland UKW-Dipole her. Danach begann die Produktion von Fernsehantennen. Nach seinem Tod übernahm sein Sohn Anton (1951–2012) das Unternehmen.

## Veröffentlichungen
- Planung und Berechnung von Central-Antennen-Anlagen; 1958
- Goubau-Leitung: Beschreibg u. Aufbau-Anleitg; 1959
- Einführung in die Antennen-Technik; 1966

## Auszeichnungen
In Rosenheim ist eine Straße nach ihm benannt.